# Lygosoma lineolatum
Espèce
Synonymes
- Riopa lineolata Stolizcka, 1870
- Riopa cyanella Stolizcka, 1872
- Lygosoma feae Boulenger, 1887
- Lygosoma calamus Boulenger, 1887

Lygosoma lineolatum est une espèce de sauriens de la famille des Scincidae.

## Répartition
Cette espèce se rencontre au Bangladesh et en Birmanie.

## Publication originale
- Stoliczka, 1870 : Observations on some Indian and Malayan Amphibia and Reptilia. Proceedings of the Asiatic Society of Bengal, vol. 1870, p. 103–109 (texte intégral).